# Limnophora angustigena
Limnophora angustigena este o specie de muște din genul Limnophora, familia Muscidae, descrisă de Fritz Isidore van Emden în anul 1948.
Este endemică în Etiopia. Conform Catalogue of Life specia Limnophora angustigena nu are subspecii cunoscute.